# Watchara Buathong
Watchara Buathong (tiếng Thái: วัชระ บัวทอง, sinh ngày 23 tháng 4 năm 1993) là một cầu thủ bóng đá người Thái Lan thi đấu ở vị trí thủ môn cho câu lạc bộ tại Giải bóng đá Ngoại hạng Thái Lan Port.

## Sự nghiệp câu lạc bộ
Thủ môn trẻ gia nhập câu lạc bộ tại Giải bóng đá Ngoại hạng Thái Lan Osotspa Saraburi năm 2009 lúc 16 tuổi và thi đấu cho câu lạc bộ đến năm 2011.
Năm 2012, Chainat F.C. ký hợp đồng với anh in a mượn deal đến hết mùa giải 2012.

## Sự nghiệp quốc tế
Năm 2016 Watchara được chọn vào đội hình U-23 Thái Lan tham dự Giải vô địch bóng đá U-23 châu Á 2016 ở Qatar.

## Danh hiệu

### Quốc tế
U-19 Thái Lan
- Giải vô địch bóng đá U-19 Đông Nam Á
  -  Vô địch (1): 2011